# Katsuyama
Katsuyama (jap. 勝山市 Katsuyama-shi) – miasto w Japonii, w prefekturze Fukui, na wyspie Honsiu.

## Położenie
Miasto leży na północy prefektury i graniczy z miastami:
- Fukui,
- Sakai,
- Ōno,
- miasteczkiem Eiheiji,

oraz miastami w prefekturze Ishikawa:
- Hakusan
- Komatsu
- Kaga

## Historia
Miasto powstało 1 września 1954 roku z połączenia miasteczka i dziewięciu wsi.

## Miasta partnerskie
- Stany Zjednoczone: Aspen